# مستر آو ریلتی
مستر آو ریلتی (انگلیسی: Master of Reality) سومین آلبوم استودیویی گروه هوی متال انگلیسی بلک سبث است که در ۶ اوت ۱۹۷۱ توسط ورتیگو رکوردز در بریتانیا منتشر شد. این آلبوم از دید برخی منتقدان به‌عنوان پایه‌گذار سبک‌هایی همچون دوم متال، استونر راک و اسلاج متال شناخته می‌شود. این آلبوم توسط راجر بین تهیه شده است که دو آلبوم پیشین گروه را نیز تهیه کرده بود. ضبط آن از فوریه تا آوریل ۱۹۷۱ در استودیوی آیلند در لندن انجام شد. تونی آیومی (نوازنده گیتار) و گیزر باتلر (نوازنده گیتار بیس) برای این آلبوم کوک سازهای خود را پایین آوردند تا به گفتهٔ آیومی به «صدایی حجیم‌تر و سنگین‌تر» دست یابند. مستر آو ریلتی در جدول آلبوم‌های بریتانیا به رتبهٔ پنجم و در جدول بیلبورد ۲۰۰ ایالات متحده به رتبهٔ هشتم رسید. اگرچه در زمان انتشار با نقدهای منفی مواجه شد، امروزه از آن به‌عنوان یکی از برترین آلبوم‌های تاریخ موسیقی هوی متال یاد می‌شود. این آلبوم پس از فروش بیش از دو میلیون نسخه در آمریکا، از سوی انجمن صنعت ضبط موسیقی ایالات متحده آمریکا (آرآی‌ای‌ای) گواهی پلاتین دوگانه دریافت کرد.